# Ah, hol vagy, magyarok tündöklő csillaga
Az Ah, hol vagy, magyarok tündöklő csillaga egy Szent István királyról szóló, templomban is énekelt himnusz. Dallama Bogisich Mihály: Őseink buzgóságából való, szövege a Dőri kéziratos énekeskönyvből.
1771-ben Mária Terézia hazahozatta a Szent Jobbot a raguzai (ma Dubrovnik) domonkosok kolostorából, ahová a török hódoltság idején került, és elrendelte Szent István napjának augusztus 20-i megünneplését. Az ének ezután a katolikus magyarság egyik néphimnuszává vált.
Feldolgozás:
| Szerző       | Mire        | Mű                |
| ------------ | ----------- | ----------------- |
| Bárdos Lajos | vegyeskar   | Musica Sacra I/4  |
| Bárdos Lajos | egynemű kar | Musica Sacra II/2 |

## Története

### Dallam
Az ének eredetileg középkori francia vagy angol eredetű gregorián adventi szekvencia volt Mittit ad virginem (A Szűzhöz küldé) kezdetű szöveggel, melynek sok változata alakult ki.
Magyarországon először protestáns graduálokban található meg. A protestáns istentisztelet nyelve a magyar, ezért a graduálok magyar fordításban közlik a szekvenciát: Nagydobszai (Küldé az
Úr Isten, XVII. sz. eleje), Béllyei (1642–1653), Eperjesi (Küldé az Úr Isten, 1635), Batthyány (Boczata az szüzhöz, XVII. sz. eleje), Spáczai (Bocsata az Szüzhöz), Öreg Graduál (Bocsátá az Szűzhöz, 1636).
Első magyar katolikus forrása a Cantus Catholici (1651), mely az ötsoros szöveget latinul és magyar fordításban is közli (Küldé az Úristen gyors és hív szolgáját). Innen került a dallam a Szegedi Cantus Catholicibe (1674), majd a XX. század második felében a Hozsanna!-ba (1969., függelék, 403. ének) és az Éneklő Egyházba (1984., 5. ének).

### A Szent István szöveg
A Szent István himnusz szövege először Kovács István kéziratos énekeskönyvében (Dőri énekeskönyv, 1763–69) található meg. Kovács István egy kis Sopron megyei község tanítója volt, és feltehetően maga írta a verset, és festette az énekeskönyv 339. oldalán levő, Szent Istvánt és Imrét ábrázoló képet. A vers sorainak kezdőbetűit összeolvasva értelmes szót kapunk: ÁRVA KERT, vagy ÁRVÁKÉRT. Ez bizonyítja, hogy a vers nem népi eredetű.
A következő előfordulás a Kájoni Cantionale Catholicum (1676), mely csak szövegeket közöl, kottát nem. Az 1651-es dallamot utólag Domokos Pál Péter társította a szöveghez.
A Dőri kéziratos forrásban és a Bozóki gyűjteményben (1797) az ének még ötsoros. Az utóbbi gyűjtemény szolgált forrásul Bogisich Mihály: Őseink buzgósága című könyvéhez; innen került a szöveg a Szent vagy, Uram!-ba.

### Szöveg és dallam együtt
A Tárkányi–Zsasskovszky: Katolikus egyházi énektárban (1855) jelenik meg a először a négysorossá módosult dallam a Szent István-szöveggel együtt (Szent...nevének mondjunk áldást). A katolikusoknál ez a négysoros változat él tovább a XIX. században is. Innen vette át Harmat Artúr a dallamot a Szent vagy, Uram!-ba, úgy, hogy a ritmust egyenletes ¾-es korálritmusba rendezte át. A négysoros dallamváltozat folklorizálódott is: az Éneklő Egyház két népi változatot közöl (20. és 255. ének).

## Kodály-feldolgozás
A Szent István királyhoz írt himnusz szövegét Kodály Zoltán dolgozta fel teljesen új, általa írt dallammal 1938-ban Ének Szent István királyhoz címmel három formában: fiú vegyeskar (szoprán, alt, basszus szólam), kisebb vegyeskar, nagy vegyeskar.

## Szövege
| Szent István királyhoz | Szent István királyrúl. Nota: Regnorum Domina etc. |  |
| Ah hol vagy magyarok tündöklő csillaga! Ki voltál valaha országunk istápja! Hol vagy István király? Téged magyar kíván, Gyászos öltözetben teelőtted sírván. Rólad emlékezvén csordúlnak könnyei, Búval harmatoznak szomorú mezei. Lankadnak szüntelen vitézlő karjai, Nem szünnek iszonyú sírástól szemei. Virágos kert vala híres Pannónia, Mely kertet öntözé híven Szűz Mária. Kertésze e kertnek István király vala: Behomályosodott örvendetes napja. Előtted könyörgünk, bús magyar fiaid, Hozzád fohászkodunk árva maradékid. Tekints, István király szomorú hazádra, Fordítsd szemeidet régi országodra. Reménységünk vagyon benned s Máriában, Mint magyar hazánknak hív királynéjában. Még éltedben minket ennek ajánlottál, És szent koronáddal együtt feláldoztál. | Áh! hol vagy Magyarok tündöklő Tsillagja, ki voltál valaha Országunk Istápja. Hol vagy István király? téged Magyar kíván, Gyászos öltözetben te előtted sírván. Rólad emlékezvén tsordulnak könyvei, búval harmatoznak szomorú mezzej, lankadnak szüntelen Vitézlő kezej, nem szünnek iszonyú sírástúl szemej. Virágos kert vala híres Pannónia, mely kertet öntöze hiven Szűz MÁRIA. Kátholika hitnek bő volt szép virágja, bé homályosodott örvendetes Napja. Ah! melly nagy változás minden féle Vallás, már meg szaporodott sok Lelki kár-vallás, mint rósát a hivség ugy a Pannoniát rontya eretnekség fonnyaszttya Virágát. Kertésze e kertnek István király vala, termesztője ennek ő véle meg hala, Ennek életében élt a Magyar Ország, ő halála után lett holt eleven ág. Előtted könyörgünk bús Magyar fiaid, hozzád folyamodunk árva maradékid, Tekénts István király szomorú hazádra, fordétsd szemeidet régi Országodra. Reménségünk vagyon benned, s – Máriában, mint Magyar hazánk(na)k hiv Királynéjában, Még éltedben ennek minket ajánlottál, és sz: Koronával együtt föl áldoztál. Te hozzád Mária Sz. István Királlyal, Keresztfán érettünk szenvedő Fiaddal, Árva Magyar Ország sírva fohászkodik, néked mint Anyánk(na)k igy Panaszkodik. Dőry kéziratos Énekeskönyv átirata (1763.) (A versszakok kezdőbetűi egy akrosztichont adnak ki: Árvakert.) |  |

## Felvételek
- Ah, hol vagy Előadja :Kecskés Sándor a Magyar Állami Operaház magánénekese. YouTube
- Ah, hol vagy, magyarok tündöklő csillaga? Ének István királyhoz. YouTube (2015. október 29.)  (Hozzáférés: 2017. január 1.) (audió) hangszeres